# Китайгородська сільська територіальна громада (Хмельницька область)

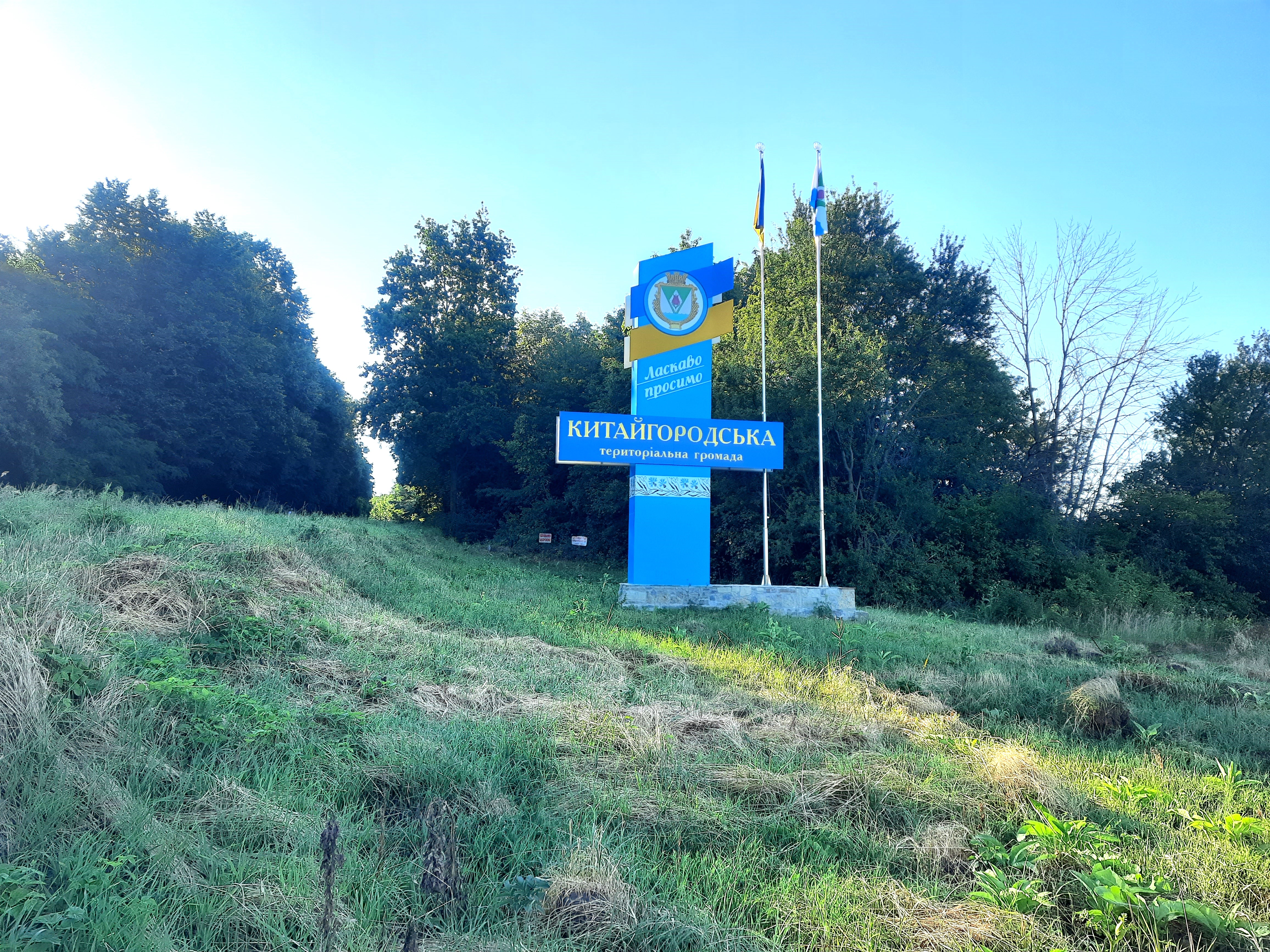
Знак при в'їзді на територію громади

Китайгородська сільська територіальна громада — територіальна громада в Україні, в Кам'янець-Подільському районі Хмельницької області. Адміністративний центр — село Китайгород.
Площа громади — 186,7 км², населення — 4356 мешканців (2018).
Утворена 13 серпня 2015 року шляхом об'єднання Дерев'янської, Калачковецької, Китайгородської та Колодіївської сільських рад Кам'янець-Подільського району.

## Населені пункти
До складу громади входять 13 сіл:
| Село        | Населення (2015) |
| ----------- | ---------------- |
| Колодіївка  | 903              |
| Рогізна     | 667              |
| Демшин      | 640              |
| Вихватнівці | 497              |
| Китайгород  | 418              |
| Дерев'яне   | 370              |
| Калачківці  | 342              |
| Субіч       | 254              |
| Броварі     | 187              |
| Привітне    | 136              |
| Ленівка     | 59               |
| Патринці    | 42               |
| Гелетина    | 0                |

## Символіка
Затверджена 10 серпня 2018 року рішенням № 14 XLI сесії сільської ради I скликання. Автори — В. М. Напиткін, К. М. Богатов.

### Герб
В срібному щиті з лазуровою шиповидною базою зелене перекинуте вищерблене зрізане вістря, на якому срібний гранований ромб; поверх ромба покладена пурпурова квітка сон-трави з зеленим стеблом і листками. Щит вписаний в золотий декоративний картуш і увінчаний золотою сільською короною. Унизу картуша напис «КИТАЙГОРОДСЬКА ОТГ».
Срібний щит і вістря символізують Совий Яр, а також те, що села громади знаходяться на прадавньому кораловому рифі силурійського моря; шиповидна база — ріка Дністер. Ромб (геральдичний камінь) означає легенду про молочний камінь, квітка сон-трави — символ заповідника, який знаходиться на території громади.

### Прапор
Квадратне полотнище поділене шиповидно на білу і синю смуги у співвідношенні 3:1; від верхніх кутів до лінії перетину виходить зелений зрізаний вищерблений клин, на якому білий гранований ромб; поверх ромба покладена пурпурова квітка сон-трави з зеленим стеблом і листками.